# Gregor Weiß
Gregor Weiß (* 9. März 1981 in Unna) ist ein deutscher Wirtschaftswissenschaftler und Mathematiker und seit 2015 Universitätsprofessor für Betriebswirtschaftslehre an der Universität Leipzig. Dort ist er Inhaber des Lehrstuhls für Nachhaltige Finanzdienstleistungen, insb. Banken.

## Leben
Gregor Weiß studierte von 2001 bis 2006 an der Universität Passau und der Kyoto Sangyo University Betriebswirtschaftslehre (Diplom-Kaufmann). Im Anschluss an sein Erststudium und einer Tätigkeit als Berater für Accenture promovierte er kumulativ zu Fragen der Abhängigkeitsmodellierung mittels Copulas im quantitativen Risikomanagement an der Ruhr-Universität Bochum am Lehrstuhl von Stephan Paul. Parallel hierzu studierte er von 2004 bis 2009 Wirtschaftsinformatik (B.Sc.) von 2005 bis 2020 Mathematik (Diplom-Mathematiker) an der FernUniversität Hagen. Er wechselte zunächst zum Beratungsunternehmen d-fine, bevor er von 2010 bis 2015 eine Juniorprofessur für Finance an der Technischen Universität Dortmund innehatte. Dort war er u. a. Mitglied und Teilprojektleiter im Sonderforschungsbereich 823 der Deutschen Forschungsgemeinschaft. 2015 wurde er zunächst Vertreter und dann Inhaber des Lehrstuhls für Nachhaltige Finanzdienstleistungen, insb. Banken. Mehrere auswärtige Rufe hat er seitdem abgelehnt.
Seit 2018 ist er regelmäßig Gastprofessor an der Faculty Economics der Keio University (慶應義塾大学) in Tokio.

## Forschung und Lehre
Die Forschungsgebiete von Gregor Weiß umfassen die Bankenregulierung und -aufsicht, systemische Risiken im Bank- und Versicherungswesen, Finanzinnovation und Digitalisierung im Bankwesen sowie den Einsatz moderner KI-gestützter Verfahren im Risikomanagement. Er ist Mitglied der Deutschen Gesellschaft für Versicherungs- und Finanzmathematik und als Vertrauensdozent der Deutschen Aktuarvereinigung für die Ausbildung zum Aktuar (DAV) an der Universität Leipzig zuständig.

## Auszeichnungen
- Top 100 Deutsche Wirtschaftswissenschaftler unter 40, Handelsblatt ranking 2014.
- Top 20 Deutsche Wirtschaftswissenschaftler unter 40, Wirtschaftswoche ranking 2019.

## Schriften (Auswahl)
- Do Capital Requirements Make Banks Safer? Evidence From a Quasi-Natural Experiment, mit D. Bostandzic, F. Irresberger, and R. Juelsrud, Journal of Financial and Quantitative Analysis, 57(5), 1805–1833, 2022.
- Estimating The Relation Between Digitalization And The Market Value Of Insurers, mit S. Fritzsch and P. Scharner Journal of Risk and Insurance, 88(3), 529–567, 2021.
- Why Do Some Banks Contribute More to Global Systemic Risk?, mit D. Bostandzic, Journal of Financial Intermediation, 35 Part A, 17–40, 2018.
- An order of asymmetry in copulas, and implications for risk management, mit K.F. Siburg, K. Stehling, and P. Stoimenov, Insurance: Mathematics and Economics, 68, 241–247, 2016.
- Is Tail Risk Priced in Credit Default Swap Premia?, mit C. Meine and H. Supper, Review of Finance, 20, 287–336, 2016.